# Enric Francisco i Montlleó
Enric Francisco i Montlleó   (Mataró, 11 de març de 1999) és un pilot d'enduro català que va guanyar la Copa del món d'enduro en categoria EJ2 i el campionat d'Espanya d'E3 el 2019. Actualment forma part de l'equip oficial de KTM WP Eric Augé, amb el qual disputa els campionats d'Espanya i del món d'enduro.

## Trajectòria esportiva
Enric Francisco va començar a portar motocicletes a 6 anys i ben aviat va començar a competir en enduro, inicialment als campionats de Catalunya i d'Espanya. El 2016 va guanyar el campionat d'Espanya Júnior i el Trofeo Nacional de 125 cc i va debutar al mundial d'Enduro Youth. El 2019, integrant l'equip de la RFME dirigit per Ivan Cervantes, va protagonitzar una bona temporada amb la seva KTM al mundial d'Enduro Júnior, amb nou victòries i dos segons llocs a les 14 jornades. A la darrera prova, celebrada a Embèrt, Occitània, es proclamà guanyador de la Copa del Món d'Enduro Junior 2, mentre que Andrea Verona, el campió de la Copa Junior 1, aconseguia el títol absolut del campionat.
El 2020, Francisco va fitxar per Sherco per a competir en categoria E3 als campionats estatal i mundial. Tant aquella temporada com la següent, però, va patir diverses lesions i no va aconseguir cap resultat destacable. De cara a la temporada del 2022, recuperat ja de les lesions, Francisco tornà a KTM, aquesta vegada a l'equip oficial d'Eric Augé.

## Palmarès
- Guanyador de la Copa del Món d'enduro EJ2 (2019)
- Campió d'Espanya d'enduro E3 (2019)
- Campió d'Espanya d'enduro Júnior (2016)
- Guanyador del Trofeu d'Espanya d'enduro Júnior (2016)